# Rhacophorus vampyrus
Rhacophorus vampyrus, também conhecida como rela-vampiro (Ếch cây ma cà rồng em vietnamita), é uma espécie de rela da família Rhacophoridae presente no Vietname..
Os girinos desta espécie possuem colmilhos pretos, o que explica o epiteto vampyrus, embora não seja ainda conhecido se as presas têm alguma função.
Os ovos são depositados em poças de água no topo de árvores. Adultos possuem membranas interdigitais que usam para planar de árvore em árvore.